# Giải Bolyai
Giải Bolyai (tên đầy đủ của tiếng Hungary: Bolyai János Nemzetközi Matematikai Díj = Giải Toán học quốc tế Bolyai János) là một giải toán học quốc tế, do Viện Hàn lâm Khoa học Hungary thiết lập.
Giải được trao mỗi 5 năm cho các nhà toán học đã xuất bản các chuyên khảo của họ, mô tả các kết quả nghiên cứu quan trọng mới nhất về toán học trong 10 năm qua.

## Các người đoạt giải
- 1905 –  Henri Poincaré
- 1910 –  David Hilbert
- 2000 –  Saharon Shelah[1]
- 2005 –   Mikhail Gromov
- 2010 –   Yuri I. Manin[2]
- 2015 –  Barry Simon